# Kraj Siberië
De kraj Siberië (Russisch: Сибирский край, Sibirskaja kraj) was een kortstondige kraj (territorium) van de Sovjet-Unie. De kraj ontstond uit een aantal gouvernementen (goebernijas) op 25 mei 1925 en werd weer opgeheven op 30 juli 1930, toen deze werd opgedeeld in de kraj Oost-Siberië en de kraj West-Siberië. Het bestuurlijk centrum was de stad Novosibirsk. De oppervlakte bedroeg ongeveer 4.220.900 km².
De kraj was onderverdeeld in 19 okroegen (districten) en 1 autonome oblast (autonome provincie):
- Atsjinski (Ачинский) rond Atsjinsk;
- Barabinski (Барабинский) rond Barabinsk;
- Barnaoelski (Барнаульский) rond Barnaoel;
- Biejski (Бийский) rond Biejsk;
- Irkoetski (Иркутский) rond Irkoetsk;
- Kamenski (Каменский) rond Kameń;
- Kanski (Канский) rond Kansk;
- Kirenski (Киренский) rond Kirensk;
- Krasnojarski (Красноярский) rond Krasnojarsk;
- Koeznetski (Кузнецкий) rond Koeznetsk;
- Minoesinski (Минусинский) rond Minoesinsk;
- Novosibirski (Новосибирский) rond Novosibirsk
- Omski (Омский) rond Omsk;
- Roebtsovski (Рубцовский) rond Roebtsovsk;
- Slavgorodski (Славгородский) rond Slavgorod;
- Tarski (Тарский) rond Tara;
- Tomski (Томский) rond Tomsk;
- Toeloenovski (Тулунский) rond Toeloen;
- Chakasski (Хакасский) rond Abakan;
- Turukhansk rand
- Ojrotse autonome oblast.